# Unione Sportiva Cagliari 1953-1954
Questa pagina raccoglie le informazioni riguardanti l'Unione Sportiva Cagliari nelle competizioni ufficiali della stagione 1953-1954.

## Stagione
Nella stagione 1953-1954 il Cagliari disputò il suo settimo campionato di Serie B, toccando il massimo picco positivo della sua storia fino a quel momento, arrivando secondo a pari merito in un campionato che prevedeva due promozioni e perdendo lo spareggio che avrebbe potuto portare i rossoblù alla loro prima, storica, promozione in Serie A. Incontro disputatosi a Roma domenica 6 giugno 1954 e che vide il successo della Pro Patria con il punteggio di 2-0, dando ai bustocchi l'ammissione alla Serie A, insieme al Catania, classificatosi primo.
Il Cagliari giunse a undici metri dal suo sogno di gloria in quanto, nell'ultima giornata di campionato, impegnato in trasferta sul campo del Pavia, sbagliò un calcio di rigore decisivo che gli impedì di cogliere quella vittoria che avrebbe valso la promozione, dato che anche la Pro Patria, appaiata in classifica, non andò anch'essa oltre il pari. In questa stagione la grande forza del Cagliari fu il suo rendimento interno che lo portò a centrare quasi tutti i relativi primati stagionali, cioè massimo punteggio (ottenuto conseguendo trentuno dei trentaquattro punti disponibili), massimo numero di vittorie, minimo di reti subite (appena sei) e minimo di sconfitte. I rossoblù riuscirono a tenere per la seconda stagione consecutiva il proprio campo imbattuto e furono anche, insieme al Catania, la squadra ad ottenere il maggior numero di vittorie in campionato.

## Divise
| 1ª maglia | 2ª maglia |

## Organigramma societario
Area direttiva
- Presidente: Leo

Area tecnica
- Allenatore: Federico Allasio (fino al 4 marzo 1954), poi Ottavio Morgia, infine Vincenzo Soro[2]

## Rosa
| N. |                   | Ruolo | Calciatore              |
| -- | ----------------- | ----- | ----------------------- |
|    | Italia (bandiera) | P     | Carlo Alberto Cernuschi |
|    | Italia (bandiera) | P     | Attilio Santarelli      |
|    | Italia (bandiera) | P     | Aldo Sulis              |
|    | Italia (bandiera) | D     | Pietro Bersia           |
|    | Italia (bandiera) | D     | Maide Capacci           |
|    | Italia (bandiera) | D     | Vito Sante Miolli       |
|    | Italia (bandiera) | D     | Mauro Simeoli           |
|    | Italia (bandiera) | C     | Candiano Barranco       |
|    | Italia (bandiera) | C     | Luigi Bertoli           |
|    | Italia (bandiera) | C     | Livio Gennari           |
|    | Italia (bandiera) | C     | Ottavio Morgia          |

| N. |                   | Ruolo | Calciatore          |
| -- | ----------------- | ----- | ------------------- |
|    | Italia (bandiera) | C     | Mario Villa         |
|    | Italia (bandiera) | C     | Domenico Mussino    |
|    | Italia (bandiera) | C     | Angelo Torriglia    |
|    | Italia (bandiera) | A     | Otello Brocchi      |
|    | Italia (bandiera) | A     | Fabio Frugali       |
|    | Italia (bandiera) | A     | Piero Golin         |
|    | Italia (bandiera) | A     | Enrico Loranzi      |
|    | Italia (bandiera) | A     | Giancarlo Mezzalira |
|    | Italia (bandiera) | A     | Giovanni Sanna      |
|    | Italia (bandiera) | A     | Giovanni Savigni    |

## Risultati

### Serie B

#### Girone d'andata
| Arbitro: | Bellè (Venezia) |

|            |           |  |
| Farina 56’ | Marcatori |  |

| Arbitro: | Massai (Pisa) |

|                     |           |  |
| Calzavara 4’ (aut.) | Marcatori |  |

| Arbitro: | Scaramella (Roma) |

|                     |           |             |
| Golin 29’, 31’, 86’ | Marcatori | 22’ Manenti |

| Arbitro: | Liverani (Torino) |

|                                           |           |          |
| Santagiuliana 13’ Mora 20’, 40’ Testa 69’ | Marcatori | 7’ Golin |

| Arbitro: | Valsecchi (Milano) |

|  |           |             |
|  | Marcatori | 34’ Loranzi |

| Arbitro: | Coppa (Mariano Comense) |

|                                |           |  |
| Mezzalira 48’ Loranzi 55’, 82’ | Marcatori |  |

| Arbitro: | Corallo (Lecce) |

|               |           |  |
| Mezzalira 42’ | Marcatori |  |

| Arbitro: | De Leo (Venezia) |

|            |           |  |
| Colombo 2’ | Marcatori |  |

| Como 8 novembre 1953 | Como            | 0 – 0 | Cagliari | Stadio Giuseppe Sinigaglia\| Arbitro: \| Maurelli (Roma) \| |
| Arbitro:             | Maurelli (Roma) |       |          |                                                             |

| Arbitro: | Grillo (Afragola) |

|                         |           |  |
| Golin 31’ Mezzalira 55’ | Marcatori |  |

| Arbitro: | Piemonte (Monfalcone) |

|  |           |             |
|  | Marcatori | 11’ Gennari |

| Arbitro: | Grandville (Roma) |

|                                 |           |  |
| Mannucci 18’, 87’ Chiumento 75’ | Marcatori |  |

| Arbitro: | Grandville (Roma) |

|                                  |           |  |
| Mussino 7’ Gennari 36’ Sanna 57’ | Marcatori |  |

| Arbitro: | Perego (Milano) |

|            |           |            |
| Lerici 11’ | Marcatori | 90’ Morgia |

| Arbitro: | Campanati (Milano) |

|                  |           |             |
| Giammarinaro 20’ | Marcatori | 36’ Gennari |

| Cagliari 10 gennaio 1954 | Cagliari          | 0 – 0 | Fanfulla | Stadio Amsicora\| Arbitro: \| Grillo (Afragola) \| |
| Arbitro:                 | Grillo (Afragola) |       |          |                                                    |

| Arbitro: | Rigato (Venezia) |

|             |           |             |
| Mussino 39’ | Marcatori | 20’ Mariani |

#### Girone di ritorno
| Arbitro: | Arpaia (Roma) |

|                        |           |  |
| Mussino 54’ Morgia 72’ | Marcatori |  |

| Arbitro: | De Gregorio (Legnano) |

|                                              |           |             |
| Morgia 33’ (aut.) Zamperlini 53’ Maselli 85’ | Marcatori | 78’ Gennari |

| Arbitro: | Scaramella (Roma) |

|                               |           |           |
| Bassetti 15’, 33’ Manenti 42’ | Marcatori | 22’ Golin |

| Arbitro: | Marchetti (Milano) |

|             |           |  |
| Gennari 33’ | Marcatori |  |

| Arbitro: | Griggi (Brescia) |

|               |           |                    |
| Mezzalira 85’ | Marcatori | 64’ Pantaleoni III |

| Arbitro: | Guarnaschelli (Pavia) |

|           |           |           |
| Pison 10’ | Marcatori | 46’ Golin |

| Arbitro: | Bernardi (Bologna) |

|                       |           |               |
| Raise 35’ Cecconi 59’ | Marcatori | 20’ Torriglia |

| Arbitro: | Bonetto (Torino) |

|            |           |  |
| Morgia 76’ | Marcatori |  |

| Arbitro: | Massai (Pisa) |

|                                       |           |                             |
| Mezzalira 14’, 82’ Gennari 17’ (rig.) | Marcatori | 45’ Battistella 63’ Ghiandi |

| Arbitro: | Maurelli (Roma) |

|                |           |              |
| Valli 67’, 90’ | Marcatori | 8’ Torriglia |

| Arbitro: | Canepa (Genova) |

|                  |           |  |
| Loranzi 17’, 42’ | Marcatori |  |

| Arbitro: | Scaramella (Roma) |

|                                     |           |  |
| Gennari 16’ Loranzi 32’ Frugali 86’ | Marcatori |  |

| Arbitro: | Jonni (Macerata) |

|              |           |               |
| Occhetta 89’ | Marcatori | 70’ Torriglia |

| Arbitro: | Grandville (Roma) |

|            |           |  |
| Morgia 77’ | Marcatori |  |

| Arbitro: | Ferrari (Milano) |

|                               |           |                  |
| Morgia 54’ Mezzalira 59’, 77’ | Marcatori | 81’ Giammarinaro |

| Lodi 23 maggio 1954                                | Fanfulla  | 1 – 0 | Cagliari | Stadio Dossenina |
| \| \| \| \| \| Villa 22’ (aut.) \| Marcatori \| \| |           |       |          |                  |
|                                                    |           |       |          |                  |
| Villa 22’ (aut.)                                   | Marcatori |       |          |                  |

| Pavia 30 maggio 1954 | Pavia            | 0 – 0 | Cagliari | Stadio Comunale\| Arbitro: \| Bonetto (Torino) \| |
| Arbitro:             | Bonetto (Torino) |       |          |                                                   |

### Spareggio-promozione
| Arbitro: | Bernardi (Bologna) |

|                   |           |  |
| Mannucci 57’, 88’ | Marcatori |  |

## Statistiche

### Statistiche di squadra
| Competizione | Punti | In casa | In casa | In casa | In casa | In casa | In casa | In trasferta | In trasferta | In trasferta | In trasferta | In trasferta | In trasferta | Totale | Totale | Totale | Totale | Totale | Totale | DR  |
| Competizione | Punti | G       | V       | N       | P       | Gf      | Gs      | G            | V            | N            | P            | Gf           | Gs           | G      | V      | N      | P      | Gf     | Gs     | DR  |
| ------------ | ----- | ------- | ------- | ------- | ------- | ------- | ------- | ------------ | ------------ | ------------ | ------------ | ------------ | ------------ | ------ | ------ | ------ | ------ | ------ | ------ | --- |
| Serie B      | 43    | 17      | 13      | 4       | 0       | 37      | 15      | 17           | 4            | 5            | 8            | 20           | 21           | 34     | 17     | 9      | 8      | 57     | 36     | +21 |
| Spareggio    |       | -       | -       | -       | -       | -       | -       | 1            | 1            | 0            | 0            | 2            | 1            | 1      | 1      | 0      | 0      | 2      | 1      | +1  |
| Totale       |       | 17      | 13      | 4       | 0       | 37      | 15      | 18           | 5            | 5            | 8            | 22           | 22           | 35     | 18     | 9      | 8      | 59     | 37     | +22 |

### Statistiche dei giocatori
| Giocatore      | Serie B | Serie B | Spareggio | Spareggio | Totale | Totale |
| Giocatore      | Pres    | Gol     | Pres      | Gol       | Pres   | Gol    |
| -------------- | ------- | ------- | --------- | --------- | ------ | ------ |
| C. Barranco    | 17      | 0       | -         | -         | 17     | 0      |
| P. Bersia      | 34      | 0       | 1         | 0         | 35     | 0      |
| L. Bertoli     | 34      | 0       | 1         | 0         | 35     | 0      |
| O. Brocchi     | 2       | 0       | -         | -         | 2      | 0      |
| M. Capacci     | 5       | 0       | -         | -         | 5      | 0      |
| C.A. Cernuschi | 4       | -6      | -         | -         | 4      | -6     |
| F. Frugali     | 10      | 1       | -         | -         | 10     | 1      |
| L. Gennari     | 30      | 7       | 1         | 0         | 31     | 7      |
| P. Golin       | 19      | 7       | 1         | 0         | 20     | 7      |
| E. Loranzi     | 31      | 6       | 1         | 0         | 32     | 6      |
| G. Mezzalira   | 31      | 8       | 1         | 0         | 32     | 8      |
| V.S. Miolli    | 4       | 0       | -         | -         | 4      | 0      |
| O. Morgia      | 25      | 5       | 1         | 0         | 26     | 5      |
| D. Mussino     | 19      | 3       | -         | -         | 19     | 3      |
| G. Sanna       | 7       | 1       | -         | -         | 7      | 1      |
| A. Santarelli  | 27      | -22     | 1         | -2        | 28     | -24    |
| G. Savigni     | 9       | 0       | 1         | 0         | 10     | 0      |
| M. Simeoli     | 26      | 0       | 1         | 0         | 27     | 0      |
| A. Sulis       | 3       | -2      | -         | -         | 3      | -2     |
| A. Torriglia   | 12      | 3       | -         | -         | 12     | 3      |
| M. Villa       | 25      | 0       | 1         | 0         | 26     | 0      |